# 蒙曼 (科多尔省)
蒙曼（法語：Montmain，法語發音：[mɔ̃mɛ̃]）是法国科多尔省的一个市镇，位于该省南部，属于博讷区。

## 地理
蒙曼（47°1'44"N, 5°3'52"E）面积9.07 平方千米，位于法国勃艮第-弗朗什-孔泰大區科多尔省，该省份为法国中东部省份，北起奥布省，西接涅夫勒省和约讷省，南至索恩-卢瓦尔省，东南接汝拉省，东临上索恩省，东北部与上马恩省接壤。
与蒙曼接壤的市镇（或旧市镇、城区）包括：阿尔日伊、维利莱穆蒂耶、巴尼奥、科尔伯龙、拉贝热芒莱瑟尔。

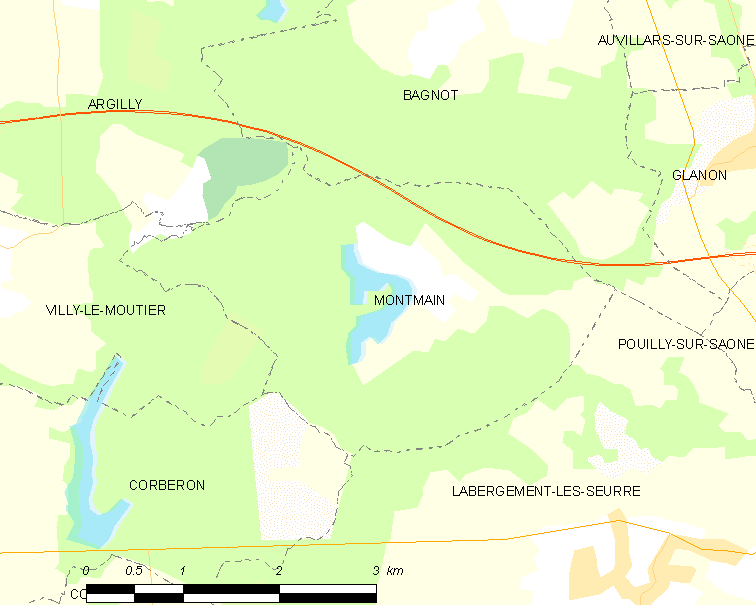
的OSM定位图

蒙曼的时区为UTC+01:00、UTC+02:00（夏令时）。

## 行政
蒙曼的邮政编码为21250，INSEE市镇编码为21436。

## 政治
蒙曼所属的省级选区为布拉泽昂普莱讷县。

## 人口

1962-2008年间人口变化图示

蒙曼于2022年1月1日时的人口数量为139人。